# Acacia octonervia
Acacia octonervia é uma espécie de leguminosa do gênero Acacia, pertencente à família Fabaceae.